# Клуб Пантеона
Клуб Пантеона (фр. Club de Panthéon) — французский политический клуб времён революции; собирался в древнем монастыре (нынешний лицей Анри IV) на горе св. Женевьевы Парижа.
Основанный республиканцами, он перешёл в руки ультрарадикалов, однако скоро туда проникли и роялисты. 8-го вантоза IV года (27 февраля 1796 года) клуб был объявлен «противозаконным и враждебным общественному спокойствию». Директория приказала опечатать его бумаги и корреспонденцию, поручив исполнение этого приказа Бонапарту. «Пантеонисты» образовали затем в ресторанах и кафе несколько безвредных, небольших обществ, а другая часть их вошла в состав Клуба Клиши.